# Cessna Citation Latitude
De Cessna Citation Latitude (Cessna 680A) is een tweemotorige zakenjet, ontwikkeld door Cessna Aircraft Company en voortgedreven door twee Pratt & Whitney turbofans. De Citation Latitude heeft dezelfde vleugels als de Cessna Citation Sovereign, maar met een nieuwe cirkelvormige romp met een vlakke vloer en stahoogte. De eerste vlucht was in februari 2014. Er zijn er 200 van gebouwd en het toestel is anno 2021 nog steeds in productie.

## Variant
Cessna Citation LongitudeCessna 700 - Verlengde romp, geschikt voor 12 passagiers. Nieuwe vleugels en een T-staart. Vliegbereik: 6.482 km. Motoren: 2 × Honeywell HTF7700L turbofan, 34,10 kN stuwkracht elk. Eerste vlucht in 2016. 33 exemplaren geproduceerd sinds productiestart in 2019.

## Vergelijkbare vliegtuigen
- Embraer Legacy 600
- Gulfstream G280

## Fotogalerij

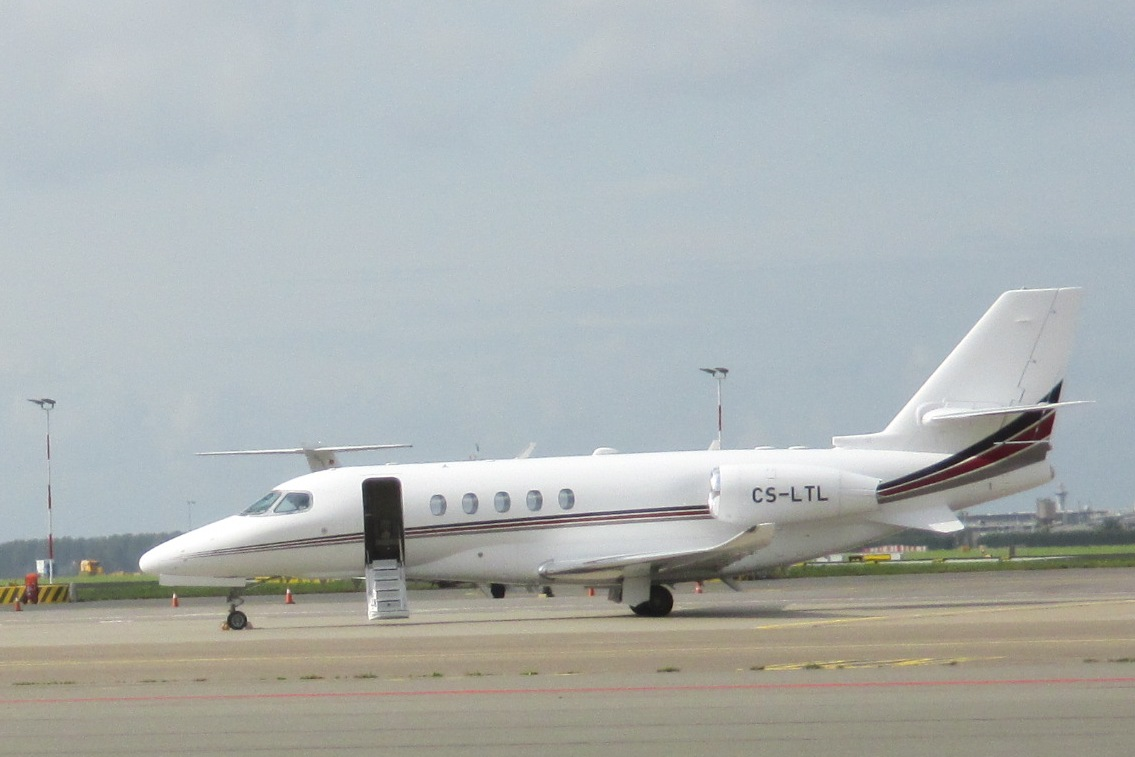
Citation Latitude Schiphol-Oost (2021)
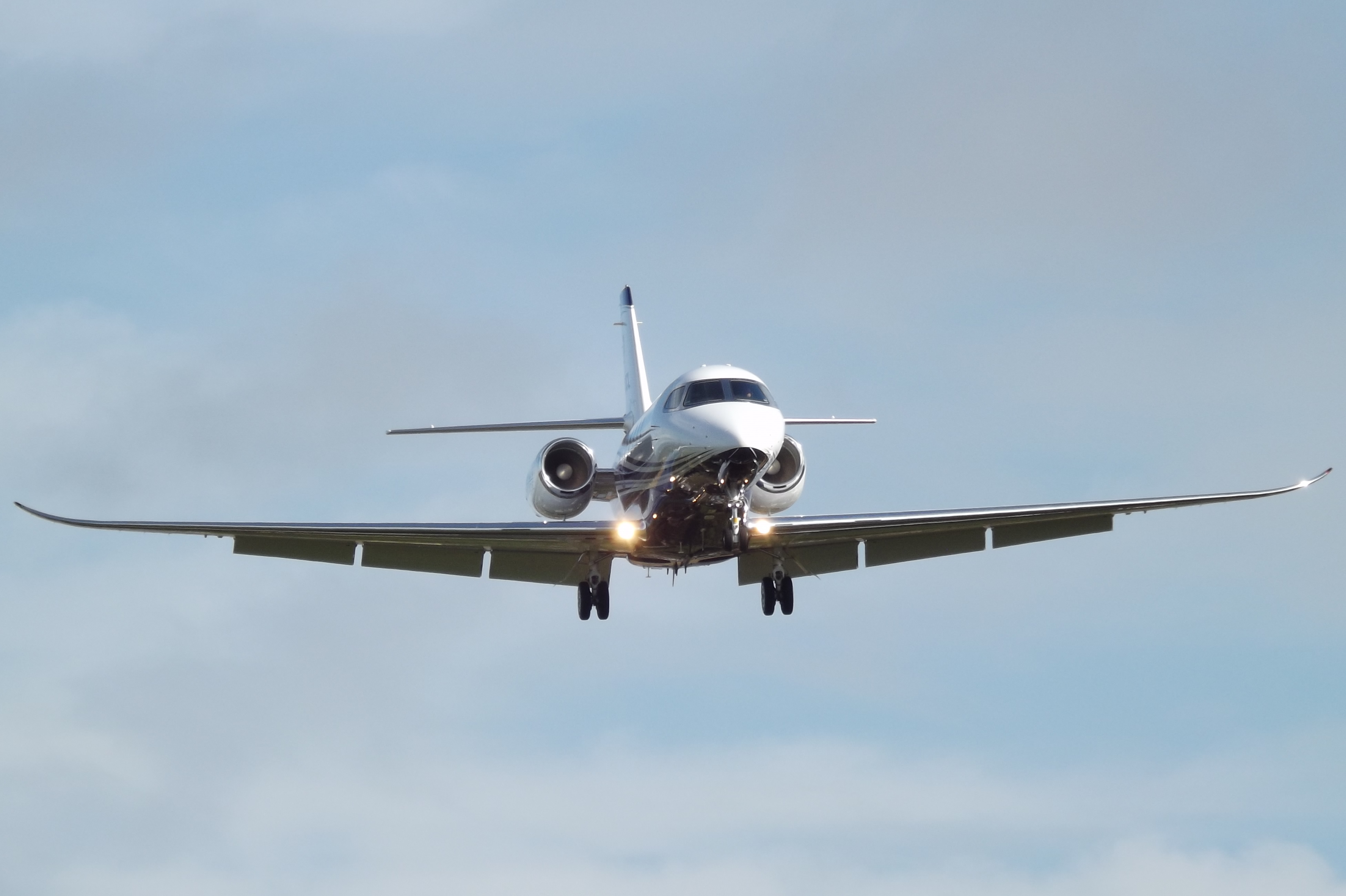
Landing op Gloucestershire Airport (2016)
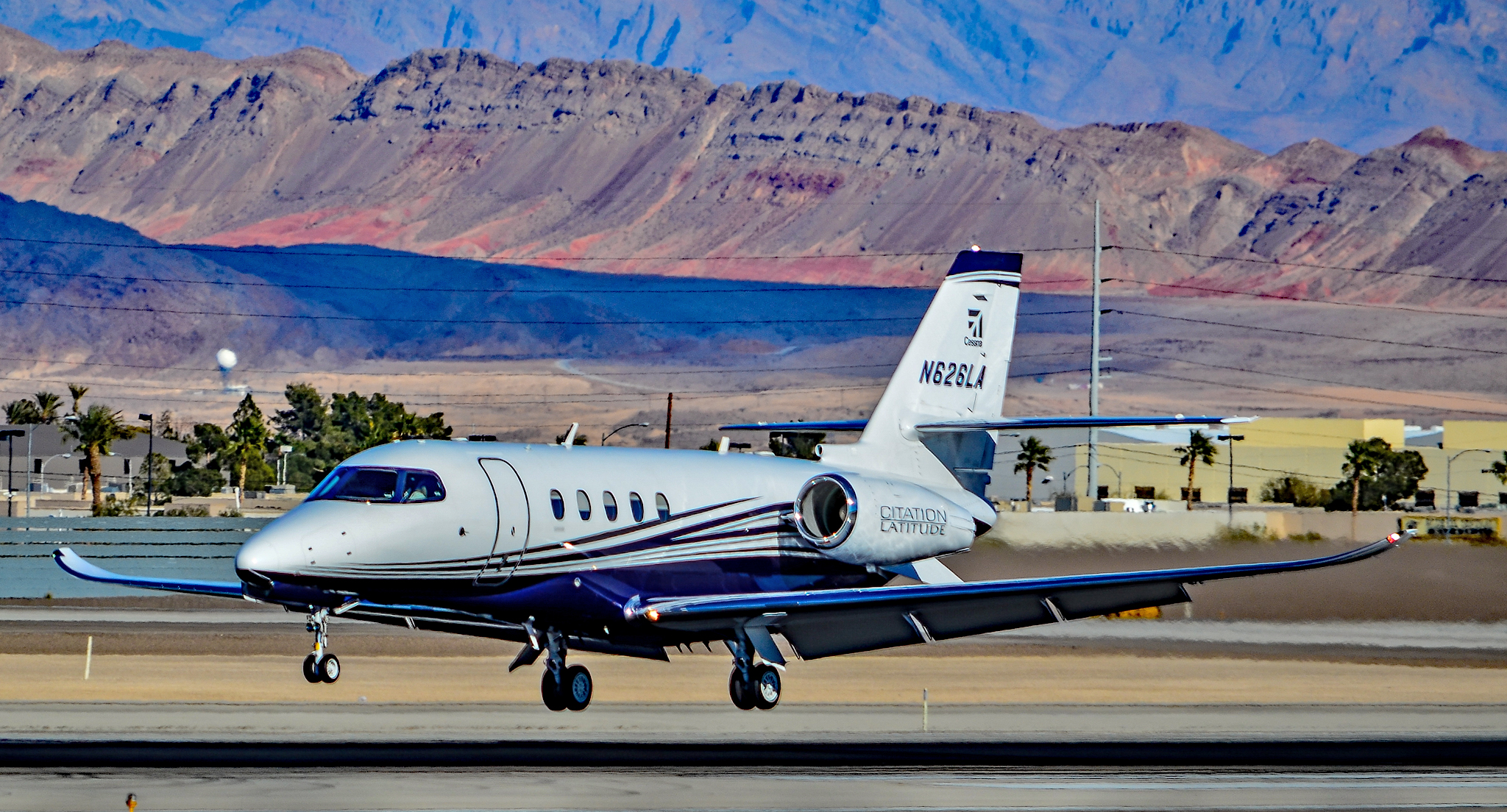
Citation Latitude, Las Vegas (2016)
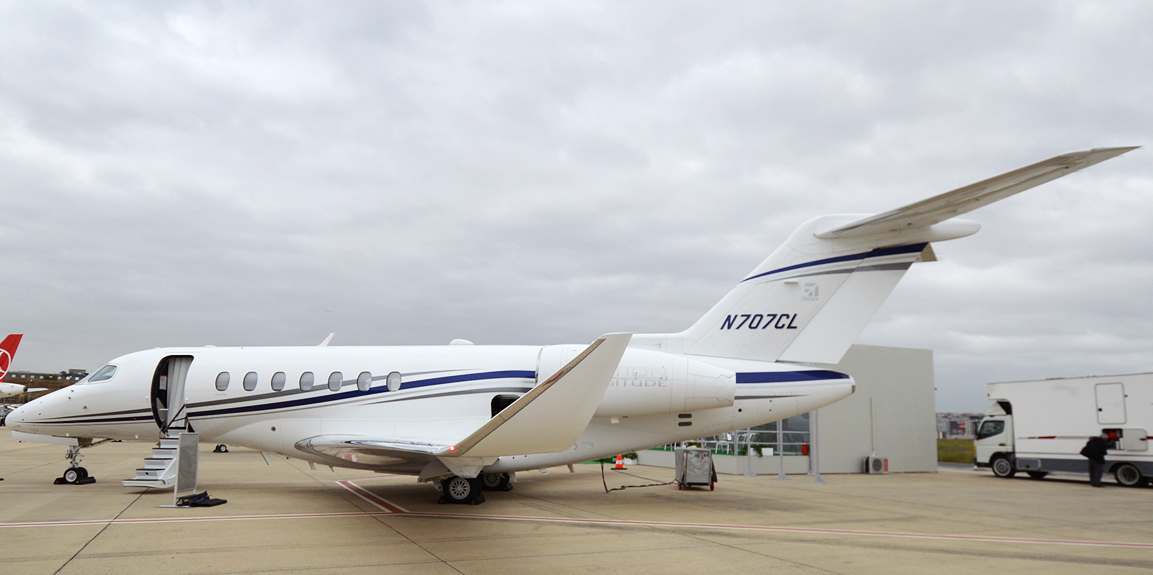
Citation Longitude (Cessna 700), herkenbaar aan de T-staart (2018)